# 文童青年站
文童青年站（韓語：문동청년역）是朝鮮民主主義人民共和國江原道伊川郡文童里的一個鐵路車站，属于青年伊川线。

## 邻近车站
青年伊川线
伊川青年站 - 文童青年站 - 板桥站